# Бэттери-Плейс
Бэ́ттери-Пле́йс (англ. Battery Place) — улица на южной оконечности Нижнего Манхэттена, Нью-Йорк. На востоке улица ограничивается Бродвеем, на западе поворачивает на север и идёт до Уэст-Темз-стрит.
Своё название улица получила по артиллерийской батарее, установленной британцами в 1683 году (по другим данным — в 1693 году) для защиты устий реки Гудзон и пролива Ист-Ривер, а также для обороны города от возможного нападения со стороны французов. Во времена Нового Амстердама улица, однако, называлась Марктвелдт (нидерл. Marcktveldt); с приходом англичан её название англифицировалось в Маркетфилд. Тогда улица была значительно шире, чем сегодня. В те годы на ней располагался рынок крупного рогатого скота. Вместе с тем до начала XIX века это место сохраняло и свою военную функцию. Кроме того, на территории Бэттери-парка, по границе которого проходит Бэттери-Плейс, впоследствии находилась тюрьма. Во время Гражданской войны в ней содержались южане.
Ныне на улице расположены элитные жилые комплексы, а также Музей еврейского наследия и Музей небоскрёбов.

## Галерея

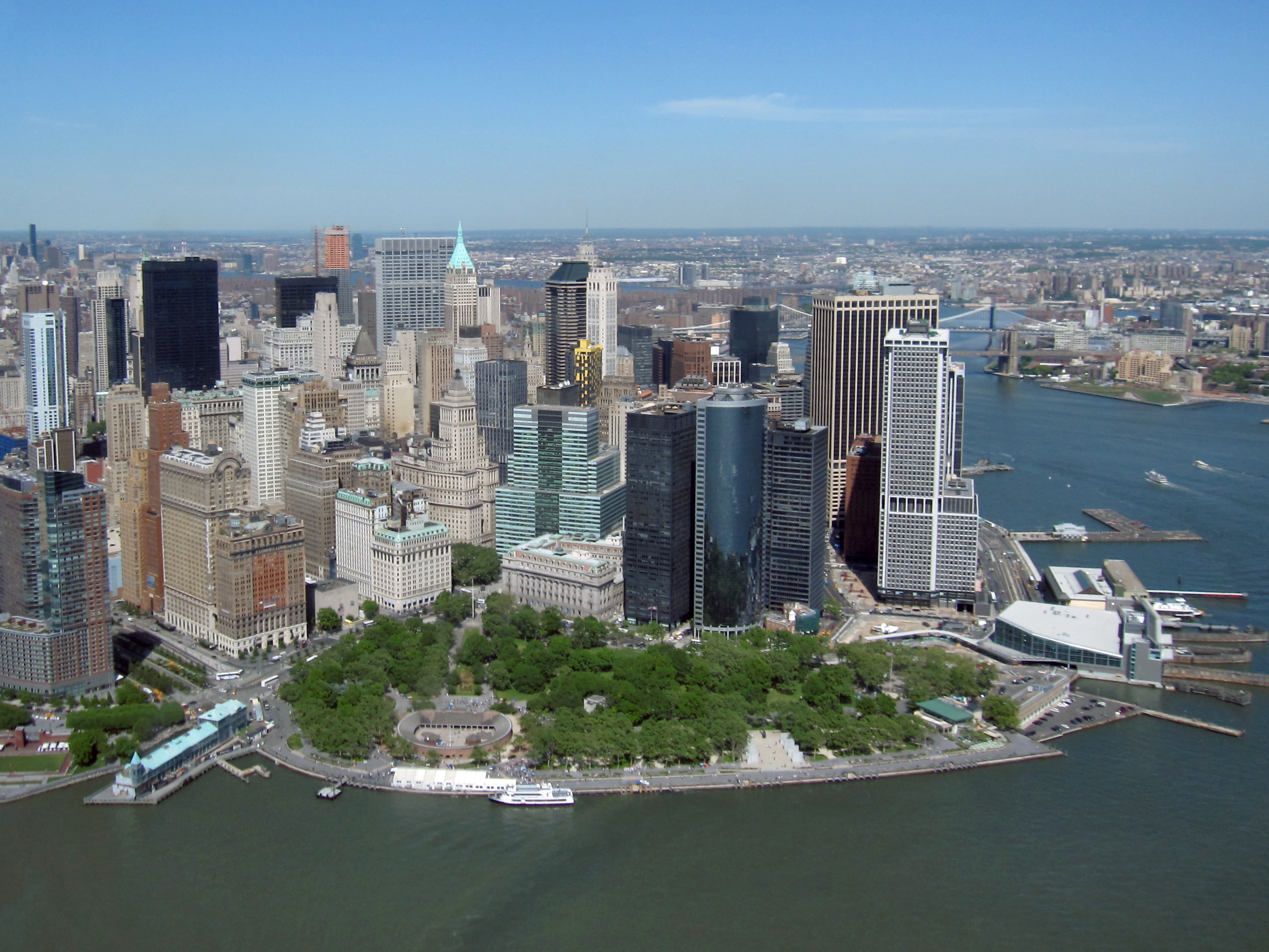
Вид на южную оконечность Манхэттена; Бэттери-Плейс — слева по центру
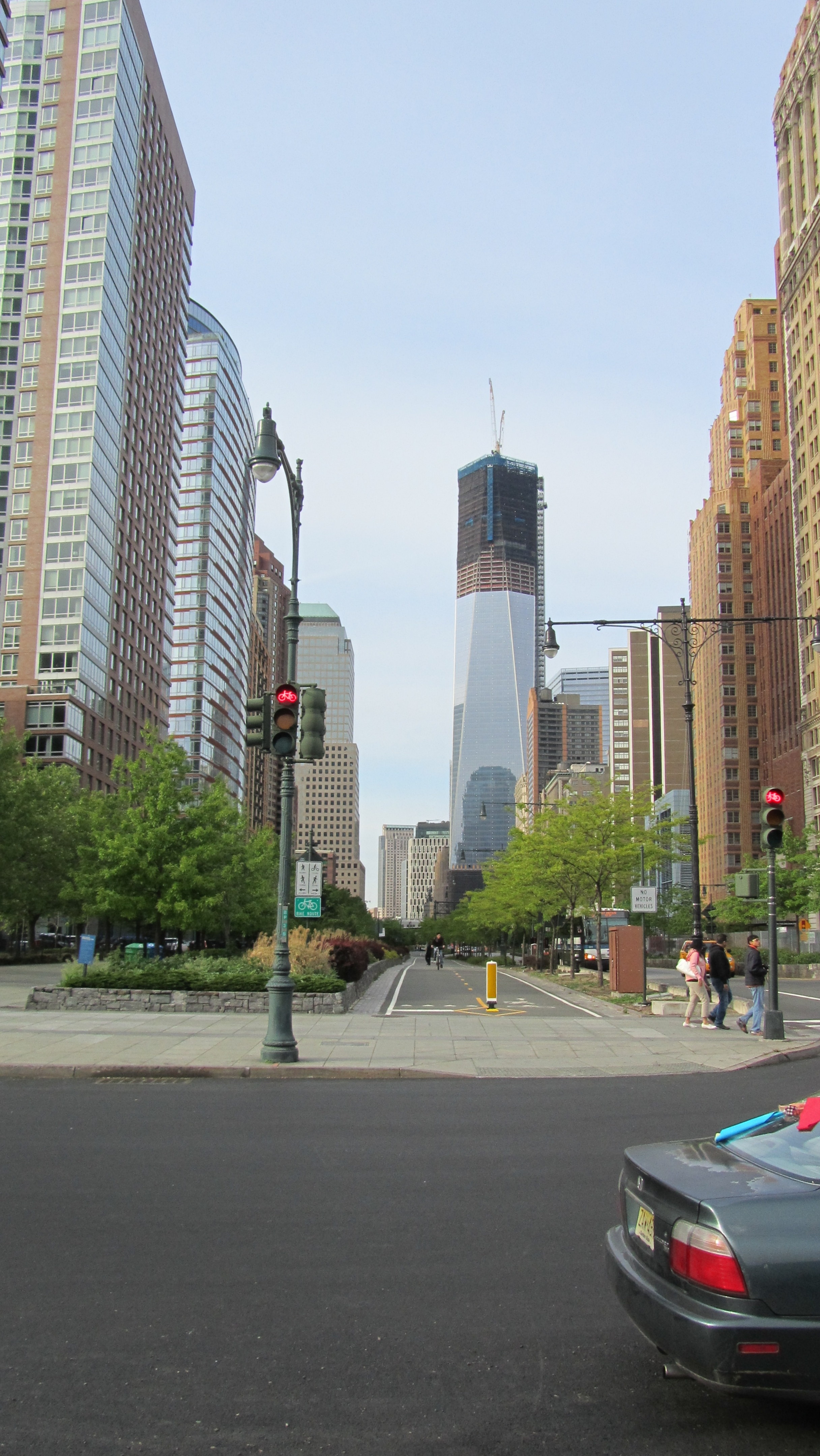
Вид с улицы на строящийся Всемирный торговый центр 1 в апреле 2012 года
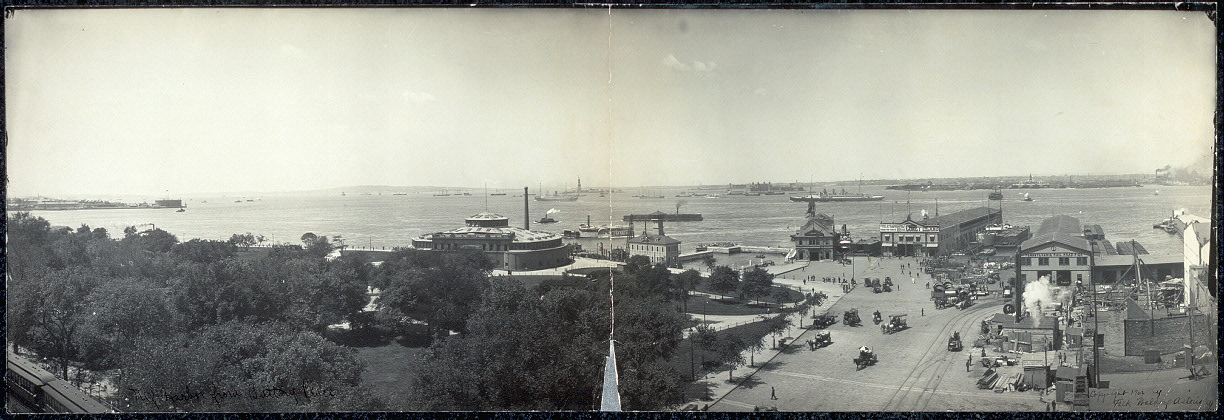
Бэттери-Плейс и прилегающий парк в 1902 году